# It's the economy, stupid
"It's the economy, stupid" (É a economia, idiota) é uma pequena variação da frase "The economy, stupid" (A economia, idiota), cunhada em 1992 por James Carville, então estrategista da campanha presidencial de Bill Clinton contra George H. W. Bush, presidente dos Estados Unidos na época.

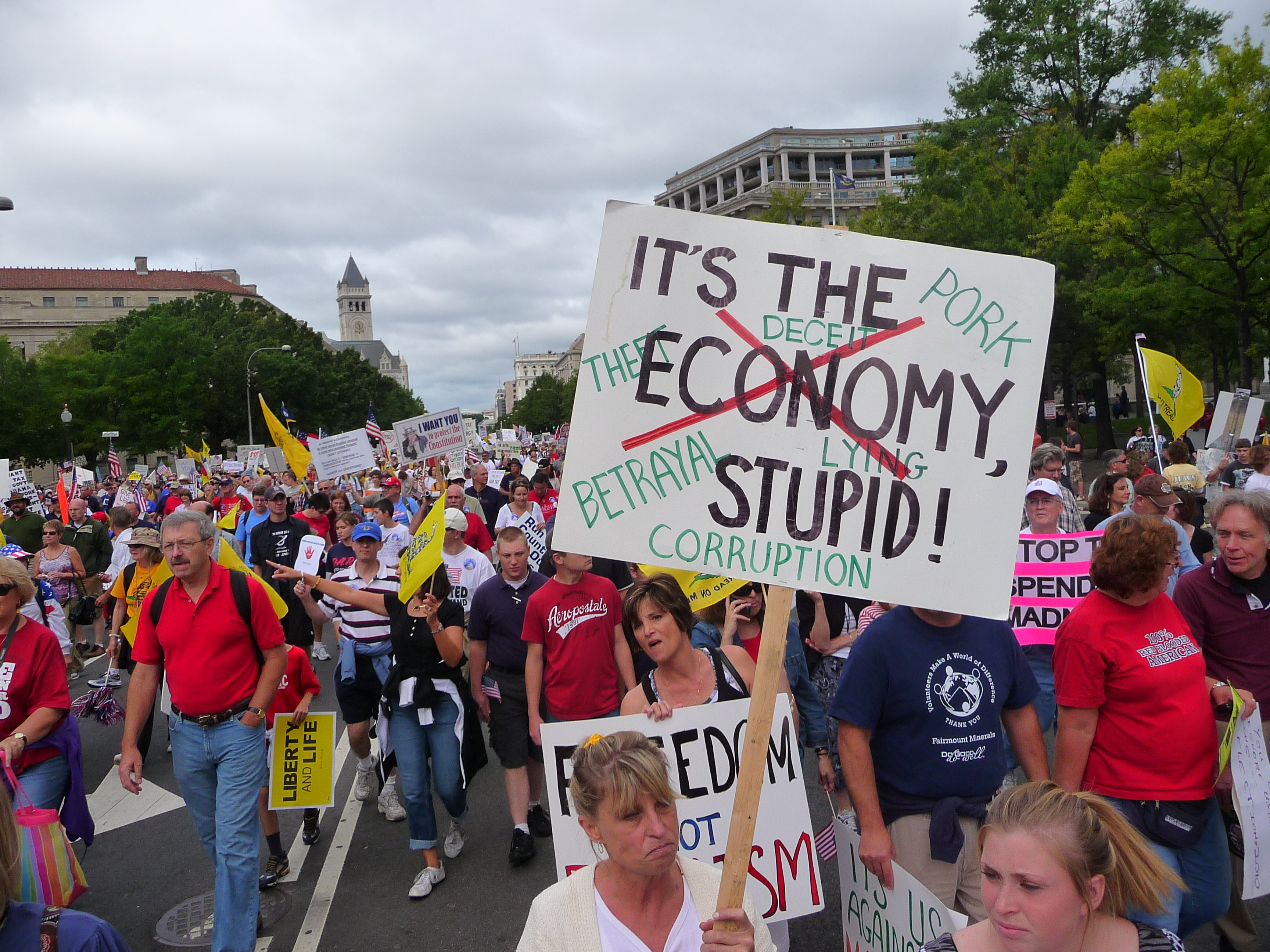
Placar usando o frase numa manifestação

A frase era uma das três mensagens nas quais os trabalhadores da campanha de Clinton deveriam se focar, sendo as duas outras: "Change vs. more of the same" (Mudança x mais do mesmo) e "Don't forget health care" (Não se esqueça da assistência médica).
A campanha de Clinton usou de maneira vantajosa a recessão estadunidense da época para derrubar George H. W. Bush. Em março de 1991, alguns dias após a invasão do Iraque, 90% dos estadunidenses aprovavam a atuação de Bush no cargo. Mais tarde naquele ano, a opinião pública mudou drasticamente e 64% do público passou a reprovar suas medidas em agosto de 1992.

## História
Para manter a mensagem da campanha, Carville pendurou um cartaz no quartel-general da campanha de Clinton em Little Rock, no qual constavam os dizeres:
1. Change vs. more of the same (“'Mudança x mais do mesmo)
2. The economy, stupid (“A economia, idiota”)
3. Don't forget health care. (Não se esqueça da assistência médica)[2]

Embora o cartaz tivesse sido criado para o público interno dos trabalhadores da campanha, a frase virou o slogan da campanha presidencial de Clinton.

## Legado
A frase virou um “snowclone” (ou seja, uma frase que passa a ser usada em vários contextos diferentes e mesmo assim assegurando ser reconhecida de imediato) nos Estados Unidos, sendo adaptada em várias ocasiões, como em “É o déficit, idiota!”, "É a corporação, idiota!", "É a matemática, idiota!", e "São os eleitores, idiota!". Na sátira britânica The Thick of It, It's the Everything, Stupid (“É o tudo, idiota!”) era o nome de um livro escrito por um dos personagens. Em um episódio do seriado Nos Bastidores do Poder, "a economia, idiota" pode ser visto escrita em um quadro branco no quartel-general da campanha do personagem Josiah Bartlet. Em um episódio de Weeds, "É a economia, idiota" é uma frase dita por um louco que perambula com sua cabra livre.
Uma variante da frase, "It's the constitution, stupid" (“É a constituição, idiota”) ou "It's about the constitution, stupid" (É sobre a constituição, idiota”), tem sido usada em várias campanhas eleitorais. Ela apareceu em alguns decalques contra a dupla Bush-Cheney nas eleições presidenciais estadunidenses de 2004, pela pré-candidatura de Ron Paul em 2008, e em alguns vídeos de Gary Johnson em 2012.